# ㅓ
ㅓ (reviderad romanisering: eo, hangul: 어) är den sjuttonde bokstaven i det koreanska alfabetet. Den är en av tio grundvokaler.